# 六郷インターチェンジ
六郷インターチェンジ（ろくごうインターチェンジ）は、山梨県西八代郡市川三郷町にある中部横断自動車道のインターチェンジである。
中日本高速道路株式会社（NEXCO中日本）と国土交通省の新直轄方式区間の境界であり、当ICを境に静岡方面は新直轄区間（無料）、中央道方面は中日本高速道路の管轄（有料）となる。
当ICの構造は、当初は平面Y型で計画されていたが、建設コスト削減のためダイヤモンド型で建設されることとなった。

## 歴史
- 2016年（平成28年）2月26日 : IC名称が「六郷IC」に正式決定[3]。
- 2017年（平成29年）3月19日：六郷IC - 増穂IC間開通に伴い供用開始[4]。
- 2019年（平成31年）3月10日：下部温泉早川IC - 六郷IC間開通[5][6]。

## 接続する道路
- 直接接続
  - 山梨県道43号六郷インター線

## 周辺
- 身延線甲斐岩間駅
- 峡南郵便局
- なかとみ和紙の里
- つむぎの湯

## 隣
E52 中部横断自動車道
(3-2) 中富IC - (4) 六郷IC - 富士川TB - (5) 増穂IC/PA